# Zbogom, Lenjine!
Zbogom, Lenjine!, njemačka je povijesna dramska komedija iz 2003. redatelja Wolfganga Beckera, a glumačku postavu čine Daniel Brühl, Katrin Saß, Chulpan Khamatova i Maria Simon.

## Radnja filma
Protagonist filma je Alexander Kerner koji odrasta u DDR-u. Alexander živi zajedno s majkom i starijom sestrom. Godina je 1978. a otac je prebjegao na zapad. DDR se počinje raspadati 1989. i Alexander se priključuje demonstrantima. Majka je vjerna partiji i vrlo aktivna u DDR-društvu. Iznenada majka pada u komu i propušta die Wende – ujedinjenje dviju Njemačkih. Kada se cijela DDR utapa u novu Njemačku sa svim detaljima koji uz to idu, ona ništa ne primjećuje iz svog bolničkog kreveta. Budi se iz kome, a Alexander iz straha da ne doživi novi šok, zajedno sa svojom sestrom, pokušava prividno dočarati da DDR i dalje normalno funkcionira. Majka napušta bolnicu ali ostaje i dalje vezana za krevet. Veliki broj smiješnih scena odigrava se u stanu veličine 79 kvadratnih metara, kada Alexander čini sve da oživi DDR. Film obrađuje pad Berlinskog zida i novonastalu situaciju, na jedan humorističan, ironičan i topao način s obitelji Kerner u središtu.

## O filmu
Zbogom, Lenjine! je postao internacionalni hit, hvaljen od kritike. Film je bio dio vala ostalgije koji se pojavio u Njemačkoj posljednjih godina. 
U samoj Njemačkoj je film doživio neočekivani uspjeh i bio je 2003. najuspješniji njemački film, kojega je pogledalo 6 milijuna kino posjetitelja. Film je nagrađen s devet Njemačkih filmskih nagrada, između ostalih za najbolji film. I diljem Europe film je osvajao nagrade a bio je i njemačka nominacija za Oscara u kategoriji najboljeg stranog filma. 

## Vanjske poveznice
- Zbogom, Lenjine! u internetskoj bazi filmova IMDb-a